# HKC Bunjevačko kolo
Hrvatski kulturni centar je kulturna ustanova Hrvata u Vojvodini. Nalazi se u Preradovićevoj 4 u Subotici.

## Povijest

### Liberalizacije 1960-ih i hrvatsko proljeće
22. ožujka 1969. godine mjesni su Hrvati dogovorili osnivačku skupštinu ogranka Matice hrvatske. Članovi tog Inicijativnog odbora za osnivanje ogranka i održavanje osnivačke skupštine bili su suci Okružnog suda u Subotici Balint Vujkov, Ivan Stantić, Ivan Tikvicki, Naco Zelić i prof. Bela Gabrić. Taj je taj pokušaj bio osujećen. Govor Josipa Broza Tita u Titogradu, u kojem je »osudio« čin osnivanja ogranka u Subotici, koji je zapravo bio zapovijed, učinio je to da su Matica hrvatska i političko vodstvo SR Hrvatske odustali od potpore osnivanja ogranka. 
Mjesni su proljećari nepunu godinu dana poslije, umjesto ogranka MH, pošli osnovati hrvatsko kulturno društvo. To su bili hrvatski intelektualci iz Subotice koji su koji su organizirali i vodili Dužijancu (gradsku, folklorno-turističku manifestaciju) 1968. i 1969. godine. Koncem 1969. godine uočili su da treba osnovati neku ustanovu koja će stalno raditi na prikupljanju, proučavanju, njegovanju i promicanju kulturne baštine Hrvata-Bunjevaca te osigurati uvjeta za nove oblike i sadržaje kulturnoga stvarateljstva. 
Tako je 14. prosinca 1969. godine skupina subotičkih hrvatskih intelektualaca (suci, odvjetnici, liječnici, profesori, ekonomisti...) osnovali su inicijativni odbor na čelu s Nacom Zelićem za osnivanje hrvatskog društva. Pripremili su dokumentaciju i sve potrebne suglasnosti društveno-političkih organizacija. 18. siječnja 1970. godine osnovali Hrvatsko kulturno – umjetničko društvo Bunjevačko kolo' u Velikoj vijećnici Gradske kuće. Bilo je 354 člana osnivača. Društvo se bavilo okupljanjem hrvatske mladeži i organiziranjem hrvatskih kulturnih manifestacija u Subotici. Ime Hrvatsko kulturno-umjetničko društvo »Bunjevačko kolo« predložio je Marko Peić. Iako su neki primijetili da zašto bi se zvalo "Bunjevačko kolo" ako je hrvatsko, budući da su to smatrali nespojivim, ime je onda usvojeno. Kad je HKUD napokon osnovan, bio je nakon 1956. godine prva i jedina kulturna udruga Hrvata u Subotici, a takvom je ostala i dvadesetak godina poslije.
Za predsjednika je izabran Ivo Stantić, a dopresjednici Josip Stantić i Pajo Pavluković. Jednim od utemeljitelja bili su i pravnik, sudac Okružnog suda u Subotici, zatim Grgo Bačlija, Antun Skenderović, Josip Buljovčić, Ruža Tumbas, Nikola Babić
Kad je osnovano HKUD Bunjevačko kolo, svi radovi na zamisli osnivanja ogranka Matice hrvatske u Subotici stale su, a sukladno naputku političkog vodstva Socijalističke Republike Hrvatske. Svi članovi Matice iz Subotice učlanili su se u HKUD Bunjevačko kolo.
Sljedeće je godine HKUD Bunjevačko kolo organiziralo Veliko prelo.

### Gušenje hrvatskog proljeća i poslije
Nakon sječe Hrvatske u Karađorđevu i političke osude hrvatskih proljećara, osuđena je Matica hrvatska u SR Hrvatskoj, progon je krenuo po drugim republikama, a s malim pomakom, na udar su došli Matičini članovi u HKUD Bunjevačkom kolu. Početkom 1972. godine sastavljen je popis članova Matice hrvatske. Ti su ljudi izbačeni iz članstva HKUD Bunjevačkog kola zalaganjem Općinskog odbora Socijalističkog saveza radnog naroda (SSRN) i aktiva članova Saveza komunista (SK). Čistka je bila strašna. Od 645 osoba, isključili su 416, 64% članova. Neki su članovi iščlanjeni, a neki su ostali bez posla ondje gdje su bili radili. Oni koji su bili i članovi MH i HKUD Bunjevačko kolo te oni koji su bili nacionalno osobito aktivni, trpjeli su ozbiljne progone. Svi su takvi bili izbačeni, posebice uglednici i ini poznati. 
Progon svega hrvatskog nije stao na tome. Uslijedila je dirigirana skupštini HKUD Bunjevačko kolo. Održala se 24. lipnja 1973. godine. Redikuloznim samomrzjem skupština jednog hrvatskog društva koje je osnovano radi promicanja hrvatske kulture, odlučila je izbrisati pridjev „Hrvatsko“, a pridjev na hrvatskom jeziku umjetničko zamijenjen je službenim srpskim umetničko. Dotadašnja je uprava, jasno, smijenjena. Iako je društvo zadržalo veliko članstvo, među njima i Hrvate, nikad više Hrvati nisu bili u većini u upravi društva, sve do kraja 1980-ih. Društvo je od tad vodilo kulturnu politiku u korist jugoslavenskog integralizma, u neko amorfno općejugoslavenstvo, zatajujući hrvatsku kulturu. Kontrolirali su ga SK i SSRN. Dok je dotad HKUD prikupljao, čuvao, njegovao i proučavao kulturnu baštinu i tradiciju bunjevačkih Hrvata, nakon udara na društvo, ovime je obrisan trag postojanja Hrvata, a društvo pretvoreno u bezobličnu amebu. Tako se utopilo u ostale KUD-ove iz tog kraja. Od mnoštva odjela, ostali su djelovati samo folklorni i glazbeni odjel.

### Demokratizacija pretkraj 1980-ih
Društveni se i politički sustav u Jugoslaviji mijenjao pretkraj 1980-ih. Komunizam je slabio diljem Europe i njegov zaštitnik SSSR, a time i moć i značaj SK-a i SSRN-a. Stvorili su se uvjeti za vraćanje izoliranih osnivača u članstvo i upravu. U naveliko jugoslaviziranom i dekroatiziranom KUD-u došli su novi članovi koji su marili za očuvanje hrvatstva na tim prostorima i njegovanje i razvijanje kulture Hrvata. 
Društvo je 1990. godine ponovno preuzelo organizirati Veliko prelo i Dužijancu. 
Veliko prelo obnovili su 19. veljače 1990. i priredili su ga u Dvorani sportova kraj Dudove šume.
Čak se pokušalo vratiti pridjev "hrvatski" na izvanrednoj skupštini održanoj 4. listopada 1990. godine. Članstvo folklorne i glazbene sekcije se protivilo i sjednica je prekinuta. 4 mjeseca poslije, nastavljena je. Održana je 24. veljače 1991. godine, u doba kad se ratnohuškačka retorika protiv Hrvata i Hrvatske naveliko širila eterom i tiskom, a obrisi rata u Hrvatskoj bili su sve jasniji. Odlučilo se stoga da se ne vrati atribut "hrvatski". Ali, u Statut se unijelo odredbu da KUD mora razvijati i njegovati kulturne tradicije i običaja Hrvata-Bunjevaca i drugih naroda i narodnosti. Opet su se protivili neki članovi folklorne i glazbene sekcije. Zbila se jedna krupna promjena. Izabrana je nova uprava, ali iz vlastitih članova, što je suprotno praksi od vremena puča u KUD-u kad se članove delegiralo iz različitih partijskih struktura. Tako su dobilo većinu hrvatski orijentiranih članova. Društvo se promijenilo i kvalitativno, jer se vratilo kulturnim osnovama svojih osnivača: održavaju književne večeri, svečanosti za obljetnice, priređuju se predavanja na znanstvene teme, folklorna sekcija naglašeno njeguje baštinu bunjevačkih Hrvata itd.

### Nakon raspada Jugoslavije
Iako je u skoro dva desetljeća dekroatiziranja i jugoslaviziranja ovo društvo napunilo se ljudima zadojenim jugoslavenstvom, društvo se uspjelo vratiti hrvatstvu.
Od 1992. godine do smrti članom obnovljene Likovne sekcije ovog društva postao je Stipan Šabić koji je vodio Likovni odjel, a pridružili su mu se još neki članovi Likovne sekcije KUD-a Matija Gubec (Šime Peić, Cilika Dulić Kasiba i dr.), Roza Lipaić i dr. Likovni je odjel iz redova svojih članova iznjedrio nekoliko akademskih umjetnika (Spartak Dulić, Laura Peić, Goran Vuković, Lea Vidaković).
KUD Bunjevačko kolo uspio je ostvariti za ono doba veliki pothvat: ratne 1992. godine uspio je otići iz Srbije na gostovanje u Hrvatsku, gostujući na zagrebačkoj Smotri folklora, a 1993. godine ponovili su pothvat, gostovavši na Vinkovačkim jesenima.
Hrvatska većina u upravi društva izborila je da se najbogatija kulturna manifestacija Hrvata u Vojvodini Dužijanca slavi kao jedinstvena manifestacija, i crkvena i svjetovna. S tom se praksom počelo od 1993. godine. 
Dugo se razmišljalo o vraćanju hrvatskog imena. Pratilo se odnose za i protiv unutar članstva. Strpljivo se čekalo neka članstvo ohrabri se probuditi i iskazati svoje hrvatstvo. 
Na skupštini društva koja se održala 18. lipnja 1995. godine, KUD-u Bunjevačko kolo vraćen je pridjev "hrvatski" u ime, a društvo je preustrojeno u kulturni centar, za što je jedan od najzaslužnijih Bela Ivković. Tako je KUD Bunjevačko kolo promijenilo ime Hrvatski kulturni centar Bunjevačko kolo a za prvog predsjednika ponovo je izabran Bela Ivković. Za predsjednika je izabran jer je jedini od mogućih kandidata bio privatnik, kojemu posao nije ovisio o politici. Na toj je skupštini tijesno prošlo vraćanje hrvatskog imena, no glasovi koji nisu bili za, nisu bili protiv, jer su smatrali da bi bilo opasno isticati hrvatsko, jer da će ih zbog teških vremena staviti na crnu listu i slično. Postojao je dio hrvatski svjesnih članova koji nisu bili oduševljeni prelaskom na Hrvatski kulturni centar. Dijelu hrvatske zajednice ovo je udarilo i na egoizam: DSHV je onda važio kao jedino nešto hrvatsko u Srbiji. Pojava HKUD-a rušila je taj imidž, a u DSHV-u su se onda vodili politikom da "da je ta stranka dovoljna za sve Hrvate, da su oni jedini potrebni kao Hrvati, da drugih Hrvata niti ima niti su potrebni", a HKUD-ovce nije zanimala politika, nego njegovati kulturu i hrvatski osjećaj.
1994. godine izašao je Žig, prvi list na hrvatskom jeziku u Srbiji nakon raspada Jugoslavije, a nakladnik mu je bio HKC Bunjevačko kolo. od 36. broja do zadnjeg, 111. broja.
Od 1997. godine održava se međunarodna likovna kolonija Bunarić koju organizira Likovni odjel HKC Bunjevačko kolo.
Festival bunjevački pisama održavao se u prostorijama HKC Bunjevčako kolo od 2001. do 2009. godine.
U ovom je HKC-u 2003. godine održan prvi Susret pučkih pjesnika "Lira naiva". 14. i 15. listopada 2003. godine. Ovdje se održao Međunarodni znanstvenog skupa o biskupu Lajči Budanoviću a pod pokroviteljstvom subotičkog biskupa dr Ivana Pénzesa i u organizaciji Katoličkog instituta za kulturu, povijest i duhovnost "Ivan Antunović" i Odbora "Zadužbine biskupa Budanovića". Od 2004. se godine u ovom HKC-u održava dječja pokladna manifestacija Hrckov maskenbal.
U prostorijama se održavaju manifestacije u svezi s Dužijancom, čiji je organizator, zatim godišnji koncerti folklornih odjela i Mikulaš.
Prostorije HKC Bunjevačkog kola mjestom su dodjela nagrada Hrvata iz Vojvodine (Nagrada Ivan Antunović), predstavljanja knjiga, izložba fotografija, slika i sl. kojima su autori Hrvati iz Vojvodine ili su u svezi s Hrvatima iz Vojvodine (pr. Tomislav Žigmanov, Milivoj Prćić, Vojislav Sekelj, Alojzije Stantić, Zlatko Šram, Ivan Ivković Ivandekić i dr.) 
Hrvatsko nacionalno vijeće Republike Srbije svoje je sjedište imalo u prostorijama koje su unajmili od HKC Bunjevačkog kola još od osnutka 2009. godine.
Od 2018. godine organizira Festival tradicijskog pjevanja.

2020. godine nagrađeno je nagradom Ivan Antunović.

## Vodstvo
Predsjednici kroz povijest bili su: Ivo Stantić, Pavle Dulić, Gavro Radnić, Ladislav Kovačić, Bartul Skenderović, János Revesz, Grgo Bašić, Petar Gršić, István Kenyeres, Vladimir Šujić, Bela Ivković, Mirko Ostrogonac, Ivan Stipić.
2008. godine su u vodstvo HKC Bunjevačko kolo izabrani Ivan Stipić (predsjednik) te mr. Andrija Anišić, Davor Dulić, Ljiljana Dulić, Spartak Dulić, Zvonimir Horvacki, dr. Andrija Kopilović, Mirko Ostrogonac, Marinko Prćić, Nedeljka Šarčević, Ružica Šimić, Olga Šram i Mira Temunović.
Društvo ima glazbenu, dramsku, likovnu, folklornu sekciju i odjel za manifestacije. Ima Ansambl narodnih plesova, Tamburaški orkestar i Orkestar tradicijskih instrumenata. Danas dramsku sekciju vodi Ninoslav Šćepanović, likovnu Nedeljka Šarčević, a folklornu Dajana Šimić, Davor Šimić, Filip Mesaroš, Vladimir Skenderović, Jelica Bukvić i Davor Dulić.
Jedan od osnivača Likovnog odjela je Alojzije Kujundžić.

## Ostali ugledni članovi
Andrija Kopilović, Lazo Vojnić Hajduk, Alojzije Stantić, Josip Gabrić, Josip Kujundžić Ducika, Vojislav Sekelj, Grgo Kujundžić, Josip Buljovčić, Ana Kopunović, Đuro Lončar (znanstveno-istraživački odjel), Dušica Dulić i dr.